# Alfred Reade Godwin-Austen
Alfred Reade Godwin-Austen (1889-1963) est un officier britannique de la Seconde Guerre mondiale.
Durant la campagne d'Afrique de l'Est, Godwin-Austen commande les forces britanniques au Somaliland britannique lors de l'invasion du territoire par les Italiens. Il parvient à mener la quasi-totalité des troupes du Commonwealth vers Berbera. Les troupes sont ensuite évacuées vers Aden. Les troupes du Commonwealth perdent environ 260 hommes (38 tués, 102 blessés et 120 disparus).